# Гвідо Бальдус фон Штаремберг
Гвідо Бальдус фон Штаремберг (нім. Guido von Starhemberg; 11 листопада 1657 — 7 березня 1737) — австрійський військовий діяч Священної Римської імперії, учасник Великої турецької війни, Війни за іспанську спадщину.

## Життєпис
Походив з австрійського графського роду фон Штаремберг. Четвертий син Бартоломея фон Штаремберга та графині Естер фон Віндішгрец. Народився 1657 року у Граці спочатку був призначений батьками для духовенства, тому виховувався у місцевому колегіумі єзуїтів. Але зрештою обрав для себе військову кар'єру, поступивши у 1677 році до імператорського війська в чині фанен-юнкера. Брав участь у Голландській війні до 1678 року.
1681 року отримує звання полковника. Під час облоги Відня 1683 року був ад'ютантом свого стриєчного брата — Ернста Рюдігера фор Штаремберга, очільника оборони австрійської столиці. У 1684 і 1686 роках брав участь в облогах Буди. Відзначився в битві при Могачі 1687 року, облозі Белграду 1688 року і в битві під Сланкаменом 1691 року. У 1692 році він був підвищений до лейтенанта-фельдмаршала і призначений командиром фортеці Еренбрайтштайн. У 1693 році його повернули до Угорщини, де він знову проявив себе і в 1695 році був призначений генералом-фельдцейгмейстером за відбудову фортеці Белград. 1697 року проявив себе в битві під Зентою.
З початком війни за іспанську спадщину 1700 року разом з принцом Євгеном Савойським вирушив до Італії, де 1702 року завдав поразки у битві при Кремоні французам на чолі із Франсуа де Невілєм, якого полонив. Потім брав активну участь в облозі Мантуї та битві при Луццарі. У 1703 році Євгена Савойського було відкликано до Відня, після чого Гвідо фон Штаремберг отримав верховне командування в Італії. Втім він не мав підкріплення, тому не міг дати повноцінний бій французькій армії на чолі із Луї Жозефом де Вандомом. Проте австрійському командувачу вдалося блокувати та завадити просуванню супротивника в Остільї. Потім переміг війська генерала Альберготті, але 1704 року змушений був прориватися до П'ємонту. При цьому в битвах  при Страделлі та біля Борміди відкинув ворога і з'єднався з савойським герцогом Віктором-Амадеєм II, чим завадив руху баварської армії на з'єдання з французькою. Замінений фельдмаршалом Віріхом Дауном.
У 1706—1708 роках він був головнокомандувачем імперської армії в Угорщині, керував військовими операціями проти повстанців Ференца II Ракоці. Здійснив проти останнього 3 походи, але перші були невдалими через те, що командування імперськими військами було розпорошено. 1707 року внаслідок походу Штаремберг відвоював міста Нітру, Шопрон, Кесег, Сомбатгей, Шарвар, Капувар, за цим створив укріплену лінію з замків Комаром, Гута, Галанта, Діосег, Вагселле, Семпте, Серед, Ліпотвар, Чейте, Вагуйгей — цим зашкодив постійним нападам куруців на Нижню Австрію та Моравію. В результаті було закладено основи для поразки повсталих. Втім у 1708 року Штаремберга було переведено до Іспанії.
1710 року разом з Джеймсом Стенгоупом йому вдалося завдати поразок франко-іспанській армії у битвах під Альменаром і Сарагосою, після чого зайняв Мадрид. Проте у грудні він був змушений залишити місто через відсутність підтримки з боку його мешканців. Невдовзі у битві при Вільлавісіозі зазнав поразки, внаслідок чого йому довелося відступити до Каталонії, де він став віцекоролем, коли ерцгерцог Карл повернувся до Австрії. Незважаючи на усі спроби супротивника зберігав під владою Каталонію до 1713 року, коли було укладено Утрехтський мир. За це отримав від  іспанців прізвисько el gran capitán (великий капітан). Він повернувся зі своїми військами до Генуї на англійських кораблях.
Деякий час мешкав в своєму маєтку в Лайбасі. У 1717 році повернувся до Відня, де жив у монастирі Тевтонського ордену. Під час війни з Османською імперією у 1716—1718 роках за відсутності Євгена Савойського очолював гофкрігсрат (придворну військову раду).
У 1720 році став ландкомтур Лайбаху Австрійсько балії Тевтонського ордену, а потім піднявся до сану великого командора ордену. 1721 року заснував фонд в 17 тис. гульденів для забезпечення навчання молодих членів роду Штарембергів. Призначений губернатором Славонії. Помер у 1737 році.